# Way Off Broadway
Way Off Broadway é um filme estadunidense de 2001, estrelado por Brad Beyer, Morena Baccarin e Forbes March.

## Sinopse
Way Off Broadway conta a estória de cinco amigos que, após saírem da universidade, tornam-se fracassados artistas na cidade de Nova Iorque, enquanto se metem em uma trama de sexo, amor e traição. Darrin Michaels, um roteirista de peças, é o mais afetado de todos, e acaba vendendo seus sonhos no teatro por dinheiro e ambição. Jay Green, é um talentoso músico, mas vive uma vida de promiscuidade e imaturidade. Mickey Cancoon e Ethan Willard trabalhavam em filmes, mas deixaram de conseguir bons papéis desde que se mudaram. E finalmente, Rebecca Moscowitz, uma aspirante a atriz, é aquela que mantêm todos unidos com seu espírito revolucionário.

## Elenco
- Brad Beyer	 .... 	Darrin Michaels
- Morena Baccarin	.... 	Rebecca Moscowitz
- Jordan Gelber	.... 	Ethan Willard
- Michael Parducci	.... 	Mickey Cancoon
- Forbes March	.... 	Jay Green
- Christopher Murney	.... 	Sr. Kaufman
- Julie Lund	.... 	Chelsea